# Śahkot
Śahkot (urdu: شاہ کوٹ‬) – miasto w Pakistanie, w prowincji Pendżab. W 2017 roku liczyło 74 271 mieszkańców.